# Quilter (Unternehmen)
Quilter plc (ehem. Old Mutual Wealth Management Limited) ist ein britischer multinationaler Finanzdienstleister, der nach Aufspaltung der Old Mutual plc diese zu Teilen übernahm. Quilter ist an der Londoner Börse notiert und Bestandteil des FTSE 250 Index.

## Geschichte
Im März 2016 kündigte die Old Mutual plc ihre „managed separation strategy“ an, die darauf abzielte, durch Ausgliederung ihre vier Geschäftsbereiche Old Mutual Emerging Markets, Nedbank, Old Mutual Wealth und Old Mutual Asset Management in eigenständige Unternehmen zu konvertieren. Im November 2017 gab Old Mutual Wealth bekannt, sich in Quilter plc umzubenennen und seine Aktien an der Londoner Börse (LSE) mit Zweitnotierungen an den Börsen von Johannesburg, Namibia, Malawi und Simbabwe zu notieren.
Das Unternehmen beauftragte Goldman Sachs, JP Morgan, Bank of America und Merrill Lynch mit der Leitung des Börsengangs, der im Juni 2018 stattfand und dessen Wert auf 3,35 Mrd. USD geschätzt wurde.